# Palača Breydel
Palača Breydel poslovna je zgrada u Europskoj četvrti Bruxellesa (Belgija) koja je bila privremeno sjedište Europske komisije između 1991. i 2004. godine.
Ime je dobila po legendarnom flamanskom vođi Janu Breydelu poznatom iz bitke zlatnih ostruga.
Sjedište Komisije, ikonična zgrada Berlaymonta, zahtijevala je prijeko potrebnu obnovu nakon otkrića azbesta u njenoj građevinskoj strukturi. To je stvorilo potrebu za brzi smještaj predsjednika Europske komisije i njegovog kolegija povjerenika, pošto se već raspravljalo na političkom nivou o pitanju lokacije institucija Europske unije i svako kašnjenje ili odgađanje pronalaženja optimalnog rješenja za Europsku komisiju moglo bi dovesti do preseljenja Komisije u drugi grad.
Francusko-belgijska financijska grupa BACOB već je pripremala planove za izgradnju objekta kao odgovor na brzo rastuće potrebe Europske komisije za uredskim prostorom, te je pokrenula financiranje izgradnje poslovne zgrade za smještaj 1300 državnih službenika i pomoćnih službi. Glavna zgrada bila je spremna krajem 1991. godine na vrijeme za transfer osoblja Komisije, a proširenje se nastavilo tijekom 1990-ih.
Predsjednik i većina Komisije vratili su se u palaču Berlaymont kada je njena obnova završena 2004. godine, međutim Europska komisija kupila palaču Breydel u trenutku useljenja, što je jedan od prvih slučajeva da je Komisja kupila zgradu, a ne unajmila. Palača Breydel je još uvijek u vlasništvu Komisije i u njoj su smješteni Glavna uprava za unutarnje tržište, industriju, poduzetništvo i mala i srednja poduzeća i Glavna uprava za proračun.
Palaču Breydel su dizajnirali arhitekti André i Jean Polak, isti autori palače Berlaymont, zajedno s Marcom Vandenom Bosscheom i Johanom Van Desselom. Izgradnja je je dovršena u rekordnom roku od samo 23 mjeseca.